# San-Lorenzo
San-Lorenzo é uma comuna francesa na região administrativa de Córsega, no departamento da Alta Córsega. Estende-se por uma área de 10,15 km². 